# Sixtus V
Sixtus V, född Felice Peretti den 13 december 1521 Grottammare, Marche, död 27 augusti 1590 i Rom, var påve från den 24 april 1585 till sin död, 27 augusti 1590. Under hans tid som påve färdigställdes Peterskyrkans kupol samt många andra byggnadsverk i Rom, samtidigt förstördes många av de antika monumenten. Dessutom utfördes flera nya gatudragningar i centrala Rom, vilka har bestått till idag.

## Biografi
Felice Peretti kom från en enkel bakgrund, hans far var trädgårdsmästare i Montalto delle Marche. Han blev medlem i franciskanerorden vid 12 års ålder. Peretti fick en teologisk skolning vid olika universitet, blev magister i teologi och utsågs 1566 till biskop av Sant'Agata dei Goti. Den 17 maj 1570 utsågs han av påve Pius V till kardinalpräst med San Girolamo degli Schiavoni som titelkyrka, och tog samtidigt namnet Montalto, efter hemstaden. Som kardinal lät han arkitekten Domenico Fontana uppföra ett palats åt honom, nära det påvliga sommarpalatset och basilikan Santa Maria Maggiore på Esquilinen i Rom.

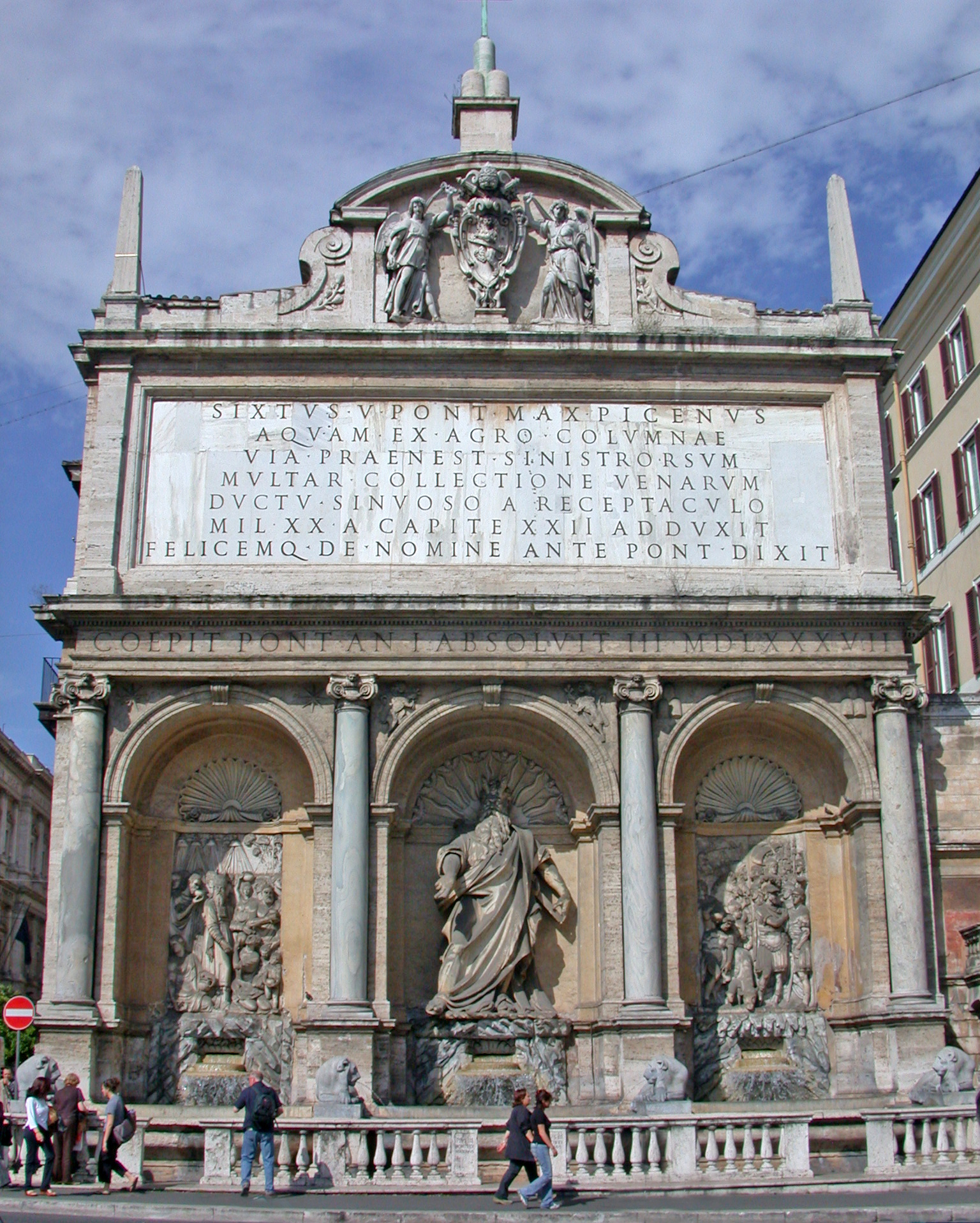
Fontana dell'Acqua Felice med Moses i mitten

En av hans största insatser för Rom var att förse de tre kullarna Quirinalen, Viminalen och Esquilinen med vatten. Vattenförsörjningen dit hade förstörts under senantiken vilket gjorde området obeboeligt. Stadskärnan hade flyttats därifrån till Tiberstranden vid Marsfältet och kvar på kullarna låg ruiner och lantliga vingårdar. Sixtus lät Domenico Fontana rusta upp den 20 km långa akvedukten från 200-talet och i dess slut uppfördes 1587 en monumental fontän. Denna fontän har tre blindbågar med bibliska figurer, med Moses i mitten som i en tydlig allusion stöter med staven på klippan för att ge vatten till sitt folk. I övrigt försåg akvedukten ytterligare tjugosex offentliga fontäner med vatten. Vattenkällorna till akvedukten köpte Sixtus V av egna medel från familjen Colonna.
När vattenförsörjningen var avklarad fick Fontana i uppgift av Sixtus att förbättra framkomligheten i staden. Utifrån Santa Maria Maggiore byggdes långa raka gator som strålar ut mot Santissima Trinità dei Monti (vid Spanska trappan), Santa Croce in Gerusalemme, San Lorenzo fuori le Mura och San Giovanni in Laterano. En obelisk, med syfte att fungera som blickfång, restes på varje torg (piazza) som avslutar varje gata. Många av obeliskerna var från antiken och som romarna i sin tur tagit från Egypten.
Sixtus anlitade även Domenico Fontana för flera byggnadsföretag. Det gamla och förfallna Lateranpalatset revs 1586, och ett nytt palats byggdes på dess ställe 1589. Vatikanen fick sin bostadsflygel, sina bibliotekssalar och Peterskyrkan sin monumentala kupol. Sixtus hade även långt gångna planer att omvandla Colosseum till hantverkslokaler. Dessa, och många andra planer, genomfördes dock aldrig i och med att Sixtus dog 1590, efter fem år som påve. Under Sixtus V revs Septizonium, uppfört av kejsar Septimius Severus.
Sixtus V har fått sitt sista vilorum i Cappella Sistina i basilikan Santa Maria Maggiore på Esquilinen. Påvens staty utfördes av Giovanni Antonio Paracca, kallad Vasoldo.